# Protobothrops xiangchengensis
Espèce
Synonymes
- Trimeresurus xiangchengensis Zhao, Jiang & Huang, 1979

Statut de conservation UICN

 LC  : Préoccupation mineure
Protobothrops xiangchengensis est une espèce de serpents de la famille des Viperidae. 

## Répartition
Cette espèce est endémique de la république populaire de Chine. Elle se rencontre dans la province du Yunnan et dans l'ouest de la province du Sichuan.

## Description
C'est un serpent venimeux.

## Étymologie
Son nom d'espèce, composé de xiangcheng et du suffixe latin -ensis, « qui vit dans, qui habite », lui a été donné en référence au lieu de sa découverte, le xian de Xiangcheng au Sichuan, à environ 3 100 m d'altitude.

## Publication originale
- Zhao, Jiang & Huang, 1979 : Three new snake species in China. Materials Herpetological Research Chengden, vol. 4, p. 21.